# Poeta de Sete Faces
Poeta de Sete Faces é um documentário brasileiro de 2002 sobre o poeta Carlos Drummond de Andrade, escrito e dirigido por Paulo Thiago.

## Sinopse
A trajetória humana do poeta Carlos Drummond de Andrade, ao mesmo tempo em que investiga, documenta e interpreta os diversos momentos de sua obra.

## Elenco
- Carlos Gregório
- Ana Beatriz Nogueira
- Antônio Calloni
- Cláudio Mamberti
- Cristina Pereira
- Leonardo Vieira
- Luciana Braga
- Nildo Parente
- Othon Bastos
- Paulo Autran
- Paulo José
- Renato Faria
- Zezé Motta
- Pedro Lito
- Mário Chamie
- Ferreira Gullar
- Luis Costa Lima
- Benedito Nunes
- Affonso Romano de Sant’Anna
- Leandro Konder
- Alphonsus de Guimaraens Filho
- Adélia Prado
- Maria Lúcia Godoy
- Júlia Lemmertz.... Narração
- Antônio Grassi.... Narração